# Sportowe ratownictwo wodne na World Games 2017 – holowanie manekina – sztafeta 4 x 25 m mężczyzn
Sztafeta 4 x 25 m z manekinem mężczyzn – jedna z konkurencji sportowego ratownictwa wodnego rozgrywanych podczas World Games 2017 we Wrocławiu.
Eliminacje i finał rozegrane zostały 22 lipca. Zawody odbyły się na pływalni w Hali „Orbita”.

## Rekordy
Przed rozpoczęciem World Games 2017 obowiązywały następujące rekordy:
| Rekord świata      | Niemcy (Christian Ertel, Joshua Perling, Kai-Uwe Schirme, Danny Wieck) | 1:04,73 | Eindhoven | 8 września 2016 |
| Rekord World Games | Niemcy (Marcel Hassemeier, Christian Ertel, Sezen, Danny Wieck)        | 1:09,93 | Cali      | 27 lipca 2013   |

## Terminarz
| Data          | Godzina (UTC+2) | Wydarzenie             |
| ------------- | --------------- | ---------------------- |
| 22 lipca 2017 | 10:45 10:50     | Wyścigi kwalifikacyjne |
| 22 lipca 2017 | 17:55           | Finał                  |

## Wyniki

### Kwalifikacje
Źródło: 

#### Wyścig 1
Godzina: 10:45
| Poz. | Sztafeta  | Zawodnicy                                                            | Tor | Wynik   | Uwagi | Kwal. |
| ---- | --------- | -------------------------------------------------------------------- | --- | ------- | ----- | ----- |
| 1    | Polska    | Wojciech Kotowski, Cezary Kępa, Bartosz Stanielewicz, Adam Dubiel    | 4   | 1:06,54 | WG    | Q     |
| 2    | Australia | Matthew Davis, Bradley Woodward, Jake Smith, Samuel Bell             | 5   | 1:08,76 |       | Q     |
| 3    | Hiszpania | Eduardo Blasco, Sergio Calderón, Carlos Periañez, José Victor Garcia | 2   | 1:09,42 |       | Q     |
| 4    | Francja   | Florian Laclaustra, Thomas Vilaceca, Gaëtan Quirin, Jérémy Badré     | 3   | 1:09,88 |       | Q     |
| 5    | Japonia   | Ryo Ueno, Suguru Ando, Shun Nishiyama, Keisuke Hatano                | 6   | 1:11,80 |       | R     |

#### Wyścig 2
Godzina: 10:50
| Poz. | Sztafeta      | Zawodnicy                                                           | Tor | Wynik   | Uwagi | Kwal. |
| ---- | ------------- | ------------------------------------------------------------------- | --- | ------- | ----- | ----- |
| 1    | Niemcy        | Christian Ertel, Joshua Perling, Kevin Lehr, Danny Wieck            | 4   | 1:04,64 | WR    | Q     |
| 2    | Włochy        | Federico Gilardi, Sacha Andrea Bartolo, Jacopo Musso, Daniele Sanna | 5   | 1:08,66 |       | Q     |
| 3    | Belgia        | Joni Ceusters, Pierre-Yves Romanini, Wouter Baelus, Lenz Bolkmans   | 3   | 1:08,97 |       | Q     |
| 4    | Chiny         | Niu Yujie, Zhu Zihao, Lin Junhong, Liu Ziqian                       | 6   | 1:11,02 |       | Q     |
| 5    | Nowa Zelandia | Steven Kent, Andrew Trembath, Oscar Williams, Jacob Hales           | 2   | 1:11,08 |       | R     |

### Finał
Źródło: 

Godzina: 17:55
| Poz.   | Sztafeta  | Zawodnicy                                                             | Tor | Wynik   | Uwagi |
| ------ | --------- | --------------------------------------------------------------------- | --- | ------- | ----- |
| złoto  | Niemcy    | Christian Ertel, Kevin Lehr, Joshua Perling, Danny Wieck              | 4   | 1:04,04 | WR    |
| srebro | Polska    | Adam Dubiel, Cezary Kępa, Wojciech Kotowski, Bartosz Stanielewicz     | 5   | 1:06,53 |       |
| brąz   | Hiszpania | Eduardo Blasco, Sergio Calderón, José Victor Garcia, Carlos Periañez  | 7   | 1:07,30 |       |
| 4      | Australia | Samuel Bell, Matthew Davis, Thomas Montgomery, Bradley Woodward       | 6   | 1:08,16 |       |
| 5      | Chiny     | Lin Junhong, Liu Ziqian, Niu Yujie, Zhu Zihao                         | 8   | 1:08,63 |       |
| 6      | Włochy    | Sacha Andrea Bartolo, Federico Gilardi, Jacopo Musso, Daniele Sanna   | 3   | 1:08,70 |       |
| 7      | Belgia    | Wouter Baelus, Lenz BolkmansJoni, Joni Ceusters, Pierre-Yves Romanini | 2   | 1:09,36 |       |
| 8      | Francja   | Antoine Thos, Florian Laclaustra, Gaëtan Quirin, Thomas Vilaceca      | 1   | 1:10,80 |       |